# Almariya
Almariya è una nave ro-ro passeggeri appartenente alla compagnia di navigazione spagnola Trasmediterránea.

## Servizio
La nave venne varata nel 1980 e consegnata nel 1981 come Olau Hollandia a Olau Line, società che fino ad allora aveva operato esclusivamente con navi acquistate o noleggiate da altre aziende. A seguito dell'assorbimento della compagnia da parte della TT-Line nel 1979, però, vennero commissionati ai cantieri AG Weser Seebeckswerft di Bremerhaven due nuovi traghetti gemelli: la Olau Hollandia e la Olau Britannia. 
Nel 1989 la nave venne sostituita (insieme alla gemella) con altre due, chiamate anch'esse Olau Hollandia e Olau Britannia, e fu venduta alla svedese Nordström & Thulin (poi Gotlandslinjen) nel 1989. Dopo le ristrutturazioni, fu chiamata Nord Gotlandia e utilizzata principalmente per collegamenti fra Oskarshamn e Visby, nell'isola di Gotland.
Nel luglio 1997 la nave si danneggiò a causa di un incendio avvenuto nella sala macchine e fu radiata dal servizio. Quando il governo svedese tenne la gara per la concessione del servizio di traghettamento verso Gotland per gli anni 1998-2004, questa volta la Gotlandslinjen non vinse e decise di vendere la nave alla Eckerö Line. Fu riparata e, nel 1998, venne ribattezzata Nordlandia, entrando in servizio sulla rotta Helsinki-Tallinn. 
Nel 2013 passò nuovamente di mano e venne ribattezzata Isabella I. 
Nel gennaio 2016 viene presa in carico dalla compagnia spagnola Trasmediterránea con la quale opera nella tratta Almería-Nador con il nome Almariya.

## Incidenti

### 1997
Nel luglio 1997 dei guasti in sala macchine causarono un incendio, che danneggiò la nave. Venne allora ristrutturata e venduta.

### 2003
Il 30 aprile 2003, a Helsinki, un'elica prodotta dalla Rolls-Royce si danneggiò. La nave fu subito portata a Naantali per le riparazioni, rimanendovi per cinque giorni.

### 2006
Il 28 ottobre 2006, a Tallinn, durante una tempesta, la nave ha speronato la banchina, con una conseguente falla sopra la linea di galleggiamento. Il danno è stato subito riparato e la nave è entrata nuovamente in servizio il 1º novembre 2006.

## Navi gemelle
- Zazà (già Olau Britannia e Moby Zazà)